# Fálkar
Fálkar es la banda sonora de Falcons (Halcones), película dirigida por Friðrik Þór Friðriksson in 2002.

con 12 canciones, este disco contiene una variedad de artistas islandeses, desde Hilmar Örn Hilmarsson que estuvo a cargo de la composición musical, hasta Mínus, Múm y Daníel Ágúst Haraldsson (exintegrante de Gus-Gus), entre otros.

El cantante de rock Megas aparece con la canción “Edge and Over”, su primera interpretación en inglés, con la compañía del guitarrista Guðlaugur Kristinn Óttarsson, un viejo colaborador.

## Créditos
Composición, arreglos y producción: Hilmar Örn Hilmarsson.

Guitarras: Guðlaugur Kristinn Óttarsson, Jón Þór Birgisson, Kristján Edelstein, y Orri Hardarson.

Bajos: Georg Bjarnason y Tómas Magnús Tómasson.

Percusión: Birgir Baldursson.

Chello: Stefán Örn Arnarson.

Ingenieros de sonido: Georg Bjarnason y Tómas Magnús Tómasson.

Estudio de grabación: People’s Studio, Reikiavik.